# 多变层腹菌
多变层腹菌（学名：Hymenogaster mutabilis）是属于伞菌目层腹菌科层腹菌属的一种担子菌。该种分布于中国、德国、加拿大、美国等地。